# Emirgazi
Emirgazi ist eine Stadtgemeinde (Belediye) im gleichnamigen Ilçe (Landkreis) der Provinz Konya in der türkischen Region Zentralanatolien und gleichzeitig ein Stadtbezirk der 1986 gebildeten Büyükşehir belediyesi Konya (Großstadtgemeinde/Metropolprovinz). Seit der Gebietsreform 2013 ist die Gemeinde flächen- und einwohnermäßig identisch mit dem Landkreis. Die im Stadtlogo manifestierte Jahreszahl (1955) dürfte ein Hinweis auf das Jahr der Erhebung zur Stadtgemeinde (Belediye) sein.

## Geografie
Der Landkreis/Stadtbezirk liegt im Osten der Provinz. Er grenzt im Südosten an Ereğli, im Südwesten an Karapınar, im Norden an die Provinz Aksaray und im Osten an die Provinz Niğde. Der Ort ist über eine Landstraße mit Karapınar im Südwesten und mit der Europastraße 90 im Nordosten verbunden. Im Süden reichen Ausläufer des Bergzugs Karacadağ in den Landkreis, die einzige Erhebung im sonst flachen Gebiet ist der Arısama Dağı (auch Kale Dağı oder Kötü Dağ) nördlich des Hauptortes mit einer Höhe von 1446 Metern.

## Verwaltung
Zusammen mit sieben anderen Kreisen der Provinz wurde Emirgazi durch das Gesetz Nr. 3644 im Jahre 1990 selbständig. Neun Dörfer (Köy) und die namensgebende Belediye wurden aus dem Bucak Gölören des Kreises Karapınar ausgegliedert. Die Volkszählung 1990 brachte 15.348 Einwohner für den Kreis, davon 8.589 für die Kreisstadt.
(Bis) Ende 2012 bestand der Landkreis neben der Kreisstadt aus den beiden Stadtgemeinden Demirci und Işıklar sowie sieben Dörfern (Köy), die während der Verwaltungsreform ab 2013 in Mahalle (Stadtviertel/Ortsteile) überführt wurden. Die sieben existierenden Mahalle der Kreisstadt blieben erhalten, während die zwei Mahalle der beiden anderen Belediye vereint und zu je einem Mahalle reduziert wurden. Durch Herabstufung dieser Belediye und der Dörfer zu Mahalle stieg deren Zahl auf 16 an. Ihnen steht ein Muhtar als oberster Beamter vor.
Ende 2020 lebten durchschnittlich 529 Menschen in jede Mahalle, 1.338 Einw. im bevölkerungsreichsten (Demirci Mah.).

## Geschichte
Bei Emirgazi wird die hethitische Stadt Uda vermutet. In der Umgebung von Emirgazi wurden um 1904 fünf Altäre gefunden, die vom hethitischen Großkönig Tudḫaliya IV. aufgestellt wurden. Deren hieroglyphenluwische Inschriften nennen den als Gott verehrten Berg Šarpa, den einige Forscher mit dem Karacadağ südlich von Emirgazi und andere mit dem Arısama Dağı nördlich des Ortes, identifizieren.
Ist die Identifizierung mit der hethitischen Stadt richtig, lag hier auch das antike Hyde, das ein Grenzort zwischen Kappadokien, Galatien und Lykaonien war. Auf dem Arısama Dağı befand sich später eine byzantinische Festung.